# Sandrine Bonnaire
Sandrine Bonnaire (IPA: /sandʀɪn bɔnˈɛːʀ/), född 31 maj 1967 i Gannat, Auvergne, är en fransk skådespelare.

## Biografi
I både Frankrike och andra länder är Sandrine Bonnaire ett affischnamn sedan åtminstone mitten av 1990-talet. Till skillnad från kollegan Isabelle Huppert har hon än så länge endast gjort franskspråkiga roller i huvudsakligen franska produktioner. Ett undantag är den engelska filmen Never Ever från 1996.
Förutom det kampanjstöd hon gav till den dåvarande socialistiske premiärministern Lionel Jospin i det franska presidentvalet 2002, undviker Sandrine Bonnaire som regel att engagera sig i aktiviteter utanför filmens värld.
Hennes karriär började av en slump, med två inhopp som tonårsstatist i ungdomsfilmerna La Boum 2 och Les Sous-doués en vacances, som båda hade premiär 1982. Skådespelartalangen uppmärksammades dock snabbt, framför allt av regissören Maurice Pialat, som gav henne en större roll som den identitetssökande femtonåriga Suzanne i Länge leve kärleken... året därpå. Sedan dess har skådespeleriet varit Sandrine Bonnaires heltidsyrke. Priset som "Mest lovande nykomling" vid César-galan (en fransk motsvarighet till den amerikanska Oscarsutdelningen) 1984 var en viktig faktor för hennes kommande karriär, liksom det slags beskydd hon åtnöjt genom att vara en av Maurice Pialats favoritskådespelerskor. Hon kom att bli internationellt berömd genom huvudrollen i Agnès Vardas film Vagabond (1985) där hon gestaltade en hemlös ung kvinna på rymmen från "samhället".
2007 debuterade Sandrine Bonnaire som dokumentärfilmare med ett porträtt av sin syster med autism, Elle s'appelle Sabine. 
Många av Sandrine Bonnaires rolltolkningar bygger på en konflikt mellan det lugna, vackra yttre gestalterna till en början visar upp för omvärlden och det inre kaos som finns under ytan. Hon berömdes i Dagens Nyheter med följande ord av före detta regissören och frilansjournalisten Marianne Ahrne så här rörande hennes senaste rollprestation i filmen Queen to Play (Joueuse): "Sandrine Bonnaire, som bara blir bättre och bättre, mer och mer genomlyst ..."
Sedan 2003 är Bonnaire gift med manusförfattaren Guillaume Laurant.

## Filmografi (urval)
- 1983 – Länge leve kärleken...
- 1985 – Vagabond
- 1985 – Police
- 1987 – Under the Sun of Satan (Sous le soleil de Satan)
- 1989 – Den fula gubben
- 1992 – Pesten
- 1994 – Jeanne - jungfrun av Orléans
- 1994 – Jeanne la Pucelle II - Les prisons
- 1995 – De 101 nätterna
- 1995 – Ceremonin
- 1999 – Lögnens färg
- 1999 – Väst-öst
- 2001 – Mademoiselle
- 2002 – Femme Fatale
- 2004 – Intima främlingar
- 2004 – The Light (L'Équipier)
- 2007 – Elle s'appelle Sabine (dokumentärfilm i egen regi)
- 2009 – Queen to Play (Joueuse)